# Træhuse
Ved træhuse forstår man normalt huse, hvor den bærende vægkonstruktion overvejende består af træ.
Træhuse kan groft inddeles i:
- Bjælkehuse, hvor den bærende trækonstruktion består af vandret liggende bjælker. Bjælkerne udgør væggen, og enten er der ikke yderligere isolering, eller også er isoleringen monteret på den ene side af af bjælkerne. Bjælkehuse kræver meget tømmer, og findes oftest i områder med god tilgang til træ.
- Stolpe- eller skelethuse, hvor den bærende vægkonstruktion består af lodrete stolper, hvor mellemrummet oftest er beklædt med plademateriale og udfyldt med isolering.

Huse fra oldtiden og vikingetiden er ofte træhuse af stolpekonstruktioner, hvilket hænger sammen med at Danmark historisk har haft færre skove end vores nordiske naboer hvor man finder fler træhuse af bjælker.
Bindingsværkshuse kan ses som en overgangsform mellem træhuse og murstenshuse. De tidlige bindingsværkhuse havde et bærende træskellet, og vægge af ikke-bærende, ikke-brændte lersten. De henføres til træhuse. De senere bindingsværkhuse brugte et træskellet, men væggene var af brændte mursten, der var det egentligt bærende element, derfor karakteriseres de senere bindingsværkshuse som murstenshuse.

## Træhusets kulturhistorie
De danske træhuse er et overset kapitel i dansk kulturhistorie, selvom der igennem tiderne er opført mange smukke træhuse.
På oldnordisk findes der ikke noget ord for murer; dengang blev husene bygget i træ, og smeden arbejdede både i metal og træ. De danske træhuse kan spores helt tilbage til stenalderen, hvor man har fundet spor af træhuse med lodrete stolper på Djursland. De første træhuse var ganske primitive, men allerede i bronzealderen ses mere avancerede konstruktioner. I vikingetiden så man træhuse, de såkaldte langhuse, hvor funktion og styrke er betydeligt forbedret. Fra stenalderen er der fundet spor af bulhuse, som er træhuse hvor der er indsat vandrete planker mellem lodrete stolper. De ældste bevarede træbygninger i Danmark er klokkehuse fra middelalderen. (Søllested, Birket, Varnæs, Kliplev, Svenstrup).
Murstensbyggeri vandt indpas i løbet af 1500-tallet idet adelen begyndte at bruge tegl til husbyggeri, og tendensen bredte sig så træhuset og bindingsværkshuset langsomt blev fortrængt af murstenshuset i løbet af 1800-tallet.
Der blev dog fortsat bygget huse helt eller delvist i træ.
Der er bevaret en del træhuse. Her nævnes nogle bygninger fra den danske kulturarv, som bruger træ som en væsentlig del af det arkitektoniske udtryk:
- Kanonbådsskurene på Holmen (1745-1830)
- Pantomineteatret i Tivoli (1774)
- Vallekilde Højskole (1884)
- Holmens Kirkegård (1902)
- Kreatursportstaldene (?) (1904)
- Zootårnet (1905)
- Rutschebanen i Tivoli (1914)
- Den Frie Udstilling (1914)
- Hegnslund (1914)
- Munkeruphus (1916)
- Christianshøj station (1916)
- Svinkløv Badehotel (1925)
- Kloster Mølle (1930)
- Svenskehusene (1946)
- Finnehusene (1946)
- Arkitekt Korshagens træsommerhuse (1960)
- Hedehusenes fritidscenter (1985)
- Skovskolen i Nødebo (1985)
- Bananhuset i Christiania (1985)
- Sankt Lukas Stiftelsen (1989)
- Fuglsang Savværk (1990)
- Vedbæk Havn (1991)
- Beboerhuset Egebjerggård (1991)
- Koldinghus, renovering (-1970)
- Den økologiske landsby Torup (1989-)
- Holmegård Flygtningeby (1993-)
- Lyng Kirkecenter (1993-1994)

## Nye materialer
I 1900-tallet blev der på basis af træ udviklet del materialer, som har været med til udbrede træ i byggeriet og træhuse: krydsfiner, spånplader, osb- og mdf-plader, arkustikplader, limtræ, gitterspær med flere.
Efter træhuse i mange år havde ligget på en andel af nybyggedehuse på ca 4-5 %[kilde mangler], fik træhuse et comeback i den brede befolkning omkring 1990 og fremefter, hvor andelen steg til ca. 10-20 %.
Presset af nye energikrav og vigende indtjening har typehusfirmaer og elementfabrikker fået mere fokus på træhusenes gode isolering og muligheder for præfabrikation, og er med til at markedsføre træhuset igen.

## Stilretninger indenfor træhuse
Der er to dominerende stilretninger indenfor træhuse.
Det ene er det klassiske træhus, som er et hus med mange dekorationer, detaljer, karnapper mm. Ofte er klassiske træhuse svensk inspireret og i to plan.
Den anden stilretning er et træhus som er mere minimalistisk i sit udtryk og minder mere om et parcelhus opført i træ. Det foretrækkes af mange typehusfabrikanter fordi det er lettere og billigere at massefremstille.

## Officielt kvalitetsstempel
Efter i mange år at have haft et renomme som underlødige huse og brandfælder, viser nyere forskning[kilde mangler] at træhuse har en række fordele med hensyn til akustik, isolering og arkitektonisk formsprog. Da man også fandt ud af at bærende konstruktioner i træ på flere områder opførte sig mere forudsigeligt, og ofte var mere sikre med hensyn til brand, var det med til at åbne lovgivningen, der ellers havde været meget restriktiv overfor træhuse, og tillade træhuse i op til tre etager.